# Jodła nadobna
Jodła nadobna (Abies bracteata (D. Don) Poit.) – gatunek drzewa należący do rodziny sosnowatych. Jest najrzadszym północnoamerykańskim gatunkiem jodły. Spotykana w kilku odizolowanych skalistych kanionach w górach Santa Lucia na terenie stanu Kalifornia. Odkrył ją i sprowadził do Europy William Lobb w 1852 roku.

## Morfologia

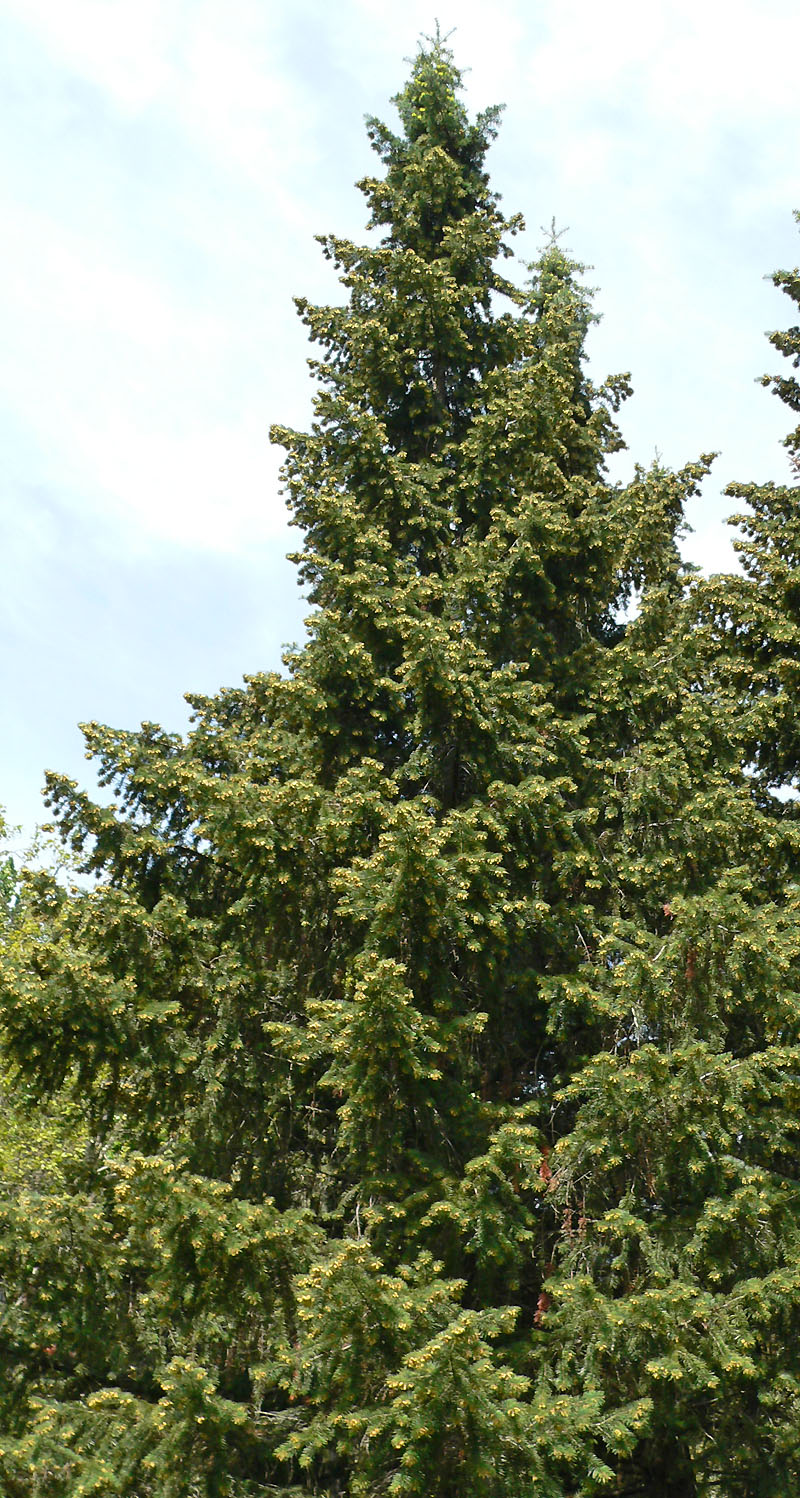
Pokrój

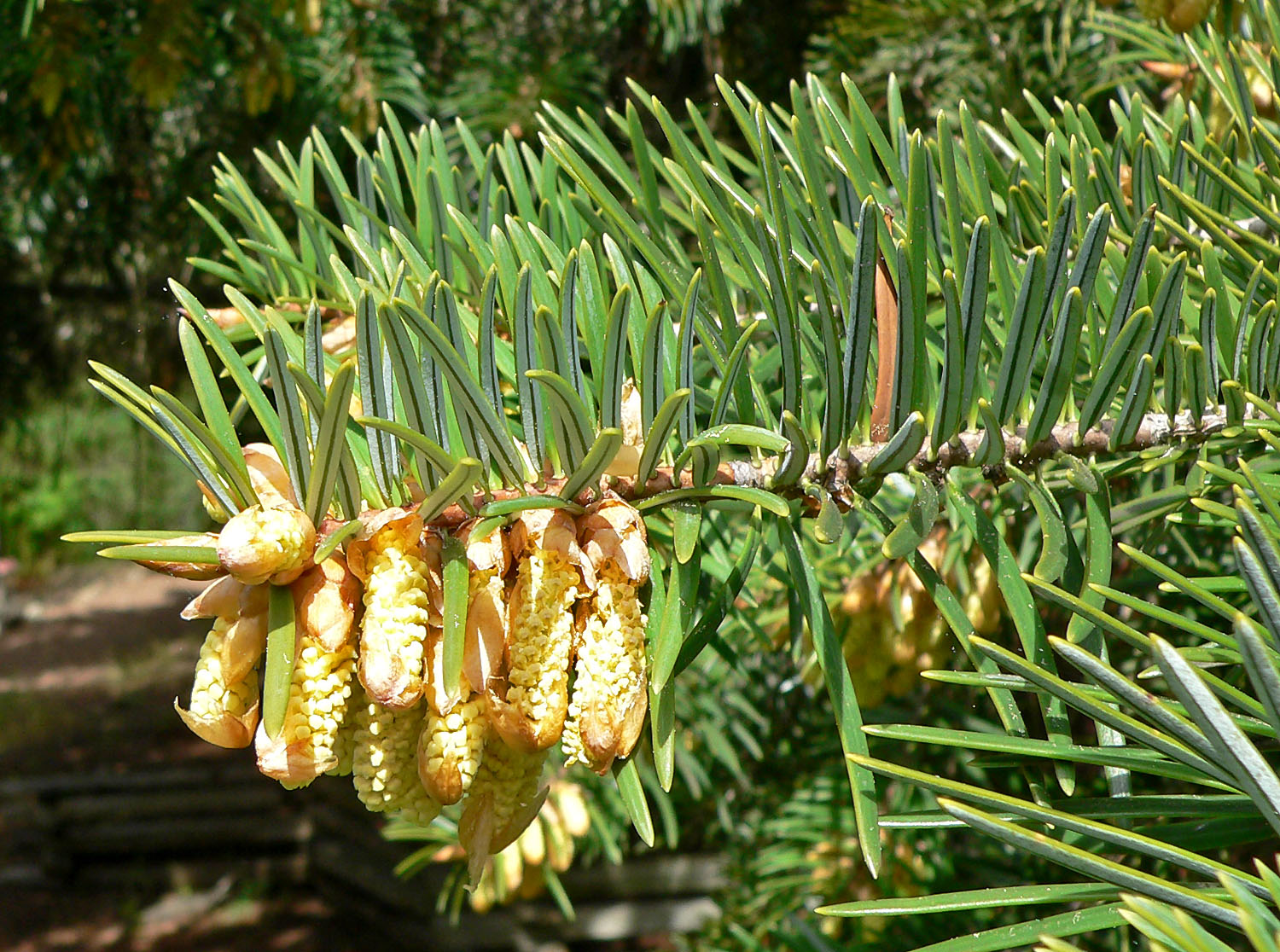
Kwiaty

PokrójDrzewo dorastające do 35 m wysokości o stożkowej, wąskiej, silnie zwężającej się koronie. Konary lekko zadarte i rozłożyste, z wiekiem nieco opadające.
KoraU młodych drzew szara i pomarszczona, z czarnymi obwódkami wokół sęków, u starszych drzew purpurowoczarna bądź czarna i głęboko spękana.
LiścieGrzebieniasto ułożone, ostro zakończone, równowąskie igły długości od 2,5 do 6 cm i szerokości ok. 3 mm, nachylone wzdłuż osi pędu. Wierzch ciemnozielony, od spodu z dwoma białymi paskami. Młode igły o delikatnym różowawym odcieniu.
SzyszkiWyrastają w szczytowych partiach drzewa, wyglądem przypominają świecę. Odstające i wąskie końce łusek wspierających nadają im unikatowy wygląd. Pozostają na drzewie do całkowitego rozpadu.

## Biologia i ekologia
Fanerofit. Roślina jednopienna, wiatropylna. Rośnie w suchych lasach iglastych w górach Santa Lucia, wzdłuż wybrzeża Kalifornii na wysokości 600–900 m n.p.m. Cechuje się dużą odpornością na niekorzystne warunki.

## Zagrożenia i ochrona
Jodła ta wpisana jest do Czerwonej księgi gatunków zagrożonych w kategorii gatunek najmniejszej troski (ang. Least Concern – LC).